# ニューヨーク物語り
「ニューヨーク物語り」（ニューヨークものがたり）は、2007年1月31日に発売された山川豊のシングル。

## 解説
- 作詞・作曲はつんくが手がけている。
- TBS系（毎日放送制作）ドラマ「京都へおこしやす!」の主題歌に起用された。

## 収録曲
- 両楽曲共に、作詞・作曲：つんく

1. ニューヨーク物語り (5分16秒)
編曲：湯浅公一、ブラスアレンジ：竹上良成
2. ふるさと花火 (4分20秒)
編曲：湯浅公一
3. ニューヨーク物語り（オリジナル・カラオケ）
4. ふるさと花火（オリジナル・カラオケ）